# (D)ivo
(D)ivo (Eigenschreibweise (D)IVO) ist ein Jazzalbum des (D)ivo Saxophone Quartet, bestehend aus Ivo Perelman, Tim Berne, James Carter und Tony Malaby. Die im Januar 2022 in den Park West Studios, Brooklyn, entstandenen Aufnahmen erschienen am 18. Februar 2022 auf Mahakala Music.

## Hintergrund
Mit seinem (D)ivo Saxophone Quartet habe Perelman die Kühnheit besessen, in die Fußstapfen des World Saxophone Quartet und Rova Saxophone Quartet zu treten und sein eigenes All-Star-Quartett von Holzbläsern zusammenzustellen, notierte S. Victor Aaron. Auf ihrem Album (D)ivo spielt Ivo Perelman am Tenorsaxophon, Tony Malaby am Sopransaxophon, Tim Berne am Altsaxophon und James Carter am Baritonsaxophon. Carter und Berne vereinen sich zu diesem Projekt Jahrzehnte nach ihrer Mitgliedschaft in Julius Hemphills Sextett in den frühen 1990er-Jahren in einer reinen Saxophonbesetzung wieder, was selbst eine Erweiterung der Idee des World Saxophone Quartet war, dessen Gründungsmitglied Hemphill war.

## Titelliste
- (D)ivo Saxophone Quartet: (D)ivo[3]

1. Part One 10:18
2. Part Two 13:45
3. Part Three 5:32
4. Part Four 10:29
5. Part Five 5:00
6. Part Six 6:27
7. Part Seven 7:40

## Rezeption

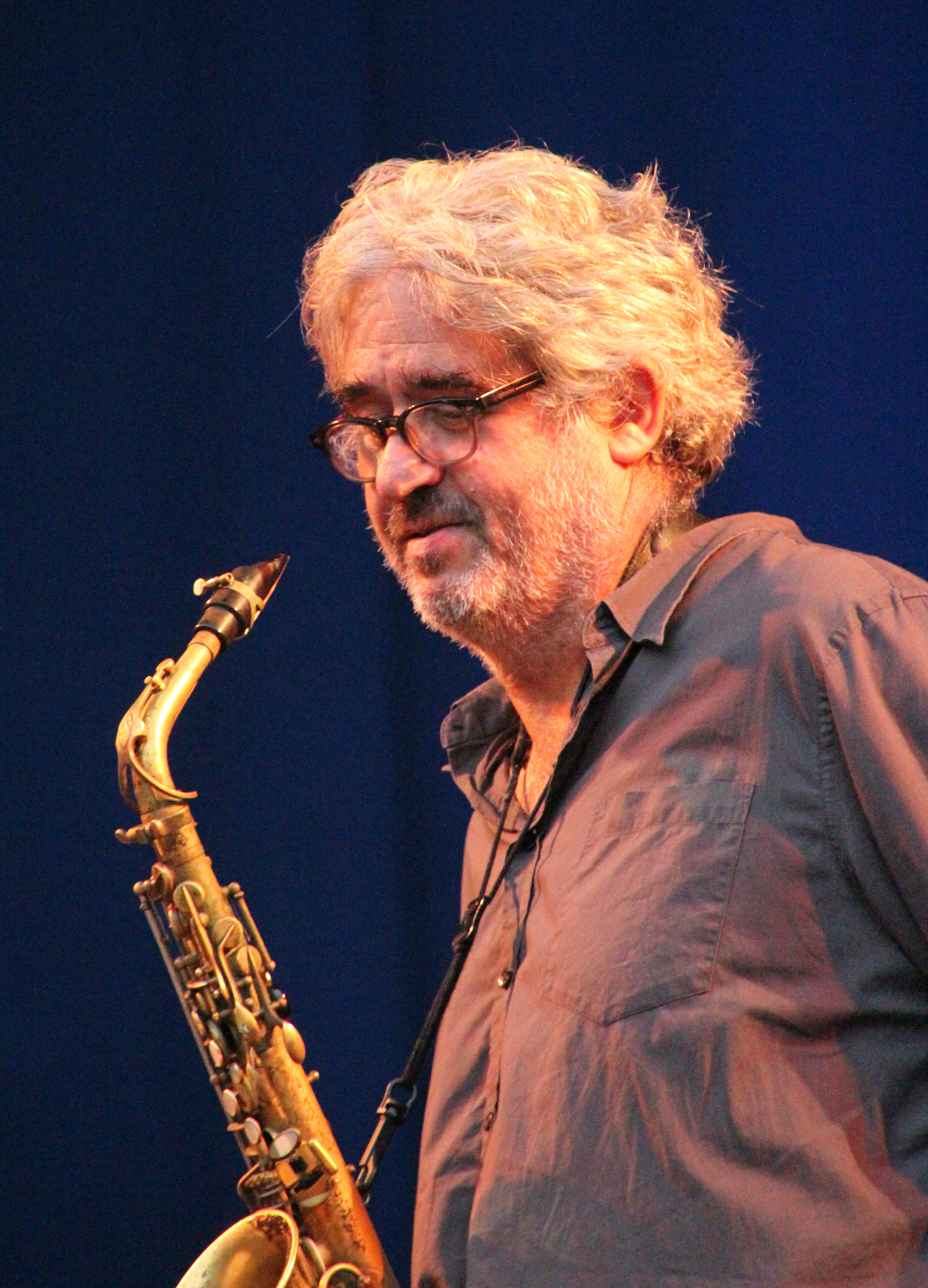
Tim Berne bei einem Auftritt im Frankfurter Palmengarten, 2016

S. Victor Aaron schrieb in Something Else!, Perelmans (D)ivo sei nicht ganz wie eines dieser anderen reinen Saxophon-Ensembles. Anstatt sich auf Arrangements der Instrumente zu konzentrieren, die sich zu Harmonien verbinden, die den Variationsreichtum der Saxophon-Klangfarben zeigen, wenn sie zusammengemischt werden, würden Perelman und seine Partner auf instinktive individuelle Artikulation, Reaktion und Antizipation setzen. Sie kämen dabei zusammen, aber es sei stets ohne Vorbedacht; es passiere einfach. Am verblüffendsten geschehe dies beim letzten Track „Part Seven“. Doch der Rest des Albums, der davor komme, zeige andere Möglichkeiten, die erstaunlich seien, wie vier starke Persönlichkeiten ihre unterschiedlichen Stile sofort zusammenschmieden, um Musik voller Interaktion und Fantasie zu schaffen. Ivo Perelmans (D)ivo sei nicht weniger herausfordernd als seine vorherigen Unternehmungen und auch nicht weniger lohnend. Er und seine Kollegen hätten die Regeln des Saxophonquartetts neu geschrieben.
Der unermüdlich produktive Tenorsaxophonist Ivo Perelman habe für dieses Album eine gewaltige einmalige Gruppe zusammengestellt, schrieb Phil Freeman in Ugly Beauty/Stereogum. Das (D)ivo Saxophone Quartet arbeite sich in knapp einer Stunde durch sieben improvisierte Stücke. „Part Two“, mit knapp über zehn Minuten einer der längeren Tracks, demonstriere gut die Bandbreite der einzelnen Spieler sowie ihre Fähigkeit, einander zuzuhören und dem Faden einer neuen Idee zu folgen, wann immer oder wo immer sie auftauchen mag. Es gebe hier viele faszinierende Momente, aber einer der Höhepunkte käme gegen Ende des Stücks, wenn Perelman und Malaby an der Spitze ihrer jeweiligen Instrumente harmonieren, während Carter eine ventilknallende Basslinie spiele und Berne mitsinge. Es gebe auch einige wirklich schöne kammermusikalische Momente zwischen Perelman und Berne, die gleichzeitig auf eine Weise zusammenkämen, die nur auf Harmonie basiert, irgendwie geplant und ziemlich schön klingend.